# Another Haskell Compiler
Another Haskell Compiler (англ. Другой компилятор языка Haskell) — один из первых и достаточно мощных компиляторов функционального языка программирования Haskell, который, тем не менее, является вполне простым в настройках, что позволяет его использовать непосредственно после установки. В отличие от GHC не поддерживает большого числа расширений языка, хотя стандарт Haskell-98 поддерживается без сомнений.